# Mijovce
Mijovce es un pueblo ubicado en el territorio de Vranje, en el distrito de Pčinja, Serbia.

## Superficie
Posee una superficie de 5,051 kilómetros cuadrados.

## Demografía
Hasta 2011 la población era de 52 habitantes, con una densidad de población de 10,30 habitantes por kilómetro cuadrado.